# Herbert Spencer Gasser
Herbert Spencer Gasser (Platteville (Wisconsin), 5 juli 1888 – New York, 11 mei 1963) was een Amerikaans fysioloog die in 1944 de Nobelprijs voor de Fysiologie of Geneeskunde kreeg voor zijn werk met de actiepotentiaal in zenuwweefsel.

## Biografie
Gasser was de zoon van de arts Herman Gasser en diens echtgenote Jane Elisabeth Griswold. Na de State Normal School ging hij naar de Universiteit van Wisconsin waar hij in 1910 zijn Bachelor of Arts (B.A.) en een jaar later zijn Master of Science (M.S.) behaalde. Hier studeerde hij onder Erlanger met wie hij later intensief zou samenwerken. Vervolgens ging hij naar de Johns Hopkins-universiteit waar hij in 1915 zijn Doctor of Medicine (M.D.) kreeg.
Na een jaar (1915-1916) aan de Universiteit van Winconsin ging hij naar de Washington-universiteit in Saint Louis waar hij verenigd werd met Erlanger. In 1921 werd hij er hoogleraar farmacologie. Van 1923 tot 1925 verkreeg hij vrijaf om in Europa tre studeren en samen te werken met Archibald Hill en Henry Hallett Dale in Londen, met Walter Straub in München en met Louis Lapicque in Parijs. In 1931 werd hij benoemd tot hoogleraar fysiologie en hoofd van de faculteit geneeskunde aan de Cornell-universiteit. Van 1935 tot 1953 was hij directeur van het Rockefeller Instituut for Medical Research in New York. De altijd ongehuwd gebleven Gasser overleed op 74-jarige leeftijd.

## Werk
Nauw samenwerkend met zijn leermeester Erlanger deed Gasser onderzoek naar de elektrofysiologie van het zenuwstelsel. Hierbij ontwikkelden ze een kathodestraalbuis-oscilloscoop waarmee ze actiepotentialen in zenuwen konden bestuderen. Op basis van snelheid deelden Erlanger en Gasser zenuwvezels van zoogdieren in drie klassen in, namelijk type A (20-100 m/s), type B (10 m/s) en type C (1 m/s) en type A nog eens in vier onderklassen A-alfa (A-α), A-beta (A-β), A-gamma (A-γ) en A-delta (A-δ). Het was voor dit werk dat Gasser en Erlanger gezamenlijk in 1944 met de Nobelprijs werden onderscheiden. Hun werk leidde tot vorderingen in onze kennis van het mechanisme van pijn en van reflexbeweging en was de inspiratiebron van een grote groep neurofysiologen.